# Ptilinus lepidus
Ptilinus lepidus is een keversoort uit de familie klopkevers (Anobiidae). De wetenschappelijke naam van de soort is voor het eerst geldig gepubliceerd in 1864 door Wollaston.